# Knikmos
Knikmos (Bryum) is een geslacht van mossen uit de knikmosfamilie (Bryaceae). De wetenschappelijke naam van het geslacht werd gepubliceerd door Johann Hedwig in 1801.
Het geslacht werd beschouwd als het grootste binnen de mossen, in termen van het aantal soorten (meer dan 1000), totdat in 2005 door een publicatie het geslacht werd opgesplitst in drie afzonderlijke geslachten. In 2013 onderging dit geslacht – alsmede de gehele knikmosfamilie – opnieuw grote revisies aan de hand van nieuw DNA-onderzoek.
Soorten die in Nederland voorkomen zijn:
- Ongewimperd knikmos (Bryum archangelicum) - zeldzaam
- Netknikmos (Bryum algovicum) - vrij zeldzaam
- Prachtknikmos (Bryum alpinum) - afwezig
- Ongewimperd knikmos (Bryum archangelicum) - zeldzaam
- Zilvermos (Bryum argenteum) - zeer algemeen
- Geelkorrelknikmos (Bryum barnesii) - zeer algemeen
- Kalkknikmos (Bryum bavaricum) - zeer zeldzaam
- Aardappelknikmos (Bryum bornholmense) - zeldzaam
- Zodeknikmos (Bryum caespiticium) - vrij zeldzaam
- Holbladig knikmos (Bryum calophyllum) - afwezig, Europese rode lijst
- Gedraaid knikmos (Bryum capillare) - zeer algemeen
- Grofkorrelknikmos (Bryum dichotomum) - zeer algemeen
- Dikrandknikmos (Bryum donianum) - afwezig
- Fijnkorrelknikmos (Bryum gemmiferum) - vrij algemeen
- Glanzend korrelknikmos (Bryum gemmilucens) - zeer zeldzaam
- Middelst knikmos (Bryum intermedium) - zeldzaam
- Scharlakenknolknikmos (Bryum klinggraeffii) - vrij algemeen
- Kustknikmos (Bryum mamillatum) - onbekend
- Zilt knikmos (Bryum marratii) - zeer zeldzaam
- Roestknolknikmos (Bryum microerythrocarpum) - vrij zeldzaam
- Rood knikmos (Bryum pallens) - vrij algemeen
- Steenknikmos (Bryum pallescens) - zeer zeldzaam
- Getand knikmos (Bryum provinciale) - zeldzaam
- Veenknikmos (Bryum pseudotriquetrum) - vrij algemeen
- Muurknikmos (Bryum radiculosum) - algemeen
- Braamknikmos (Bryum rubens) - algemeen
- Purperknolknikmos (Bryum ruderale) - vrij zeldzaam
- Zeeknikmos (Bryum salinum) - onbekend
- Oranjeknolknikmos (Bryum tenuisetum) - vrij algemeen, Europese Rode Lijst
- Zonneknikmos (Bryum torquescens) - zeer zeldzaam, rode lijst 'gevoelig'
- Urnknikmos (Bryum turbinatum) - zeer zeldzaam, rode lijst 'gevoelig'
- Rozetknikmos (Bryum uliginosum) - verdwenen
- Violetknolknikmos (Bryum violaceum ) - zeldzaam
- Kwelderknikmos (Bryum warneum) - zeldzaam, Europese Rode Lijst